# João Leão
João Rodrigo Reis Carvalho Leão (/ʒuˈɐ̃w̃ ʁudɾˈiɡu ʁˈɐjʃ kɐɾvˈaʎu ljˈɐ̃w̃/), né le 15 février 1974 à Lisbonne, est un universitaire et homme politique portugais proche du Parti socialiste (PS).
Il est secrétaire d'État au Budget entre 2015 et 2020, puis ministre d'État, ministre des Finances jusqu'en 2022.

## Biographie
João Rodrigo Reis Carvalho Leão naît en 1974 à Lisbonne. Son grand-père, Leão Fernandes, a enseigné dans un lycée de Goa.

### Formation et vie professionnelle
Il étudie l'économie à l'université nouvelle de Lisbonne, où il obtient une licence puis une maîtrise. Il passe ensuite avec succès un doctorat du Massachusetts Institute of Technology (MIT).
À partie de 2008, il enseigne l'économie à l'ISCTE - Institut universitaire de Lisbonne. Conseiller du secrétaire d'État à l'Industrie entre 2009 et 2010, il est ensuite directeur du bureau d'études du ministère de l'Économie jusqu'en 2014. À la même période, il est membre du Conseil économique et social et du Conseil supérieur de la statistique.

### Vie politique
Il commence à travailler en 2014 pour le Parti socialiste (PS), en participant à l'élaboration du plan macroéconomique dans la perspective des élections législatives de 2015. Il fait ainsi la connaissance de Mário Centeno.
Après le scrutin, Centeno devient ministre des Finances et choisit Leão comme secrétaire d'État au Budget. Le 9 juin 2020, le Premier ministre António Costa annonce que João Leão prendra la succession de Mário Centeno comme ministre d'État, ministre des Finances. Il est effectivement assermenté six jours plus tard. Avec António Costa et le ministre de la Planification Nelson de Souza, il est le troisième membre de l'exécutif originaire de Goa.